# Fregenae
Fregenae (en grec antic Φρεγήνα) va ser una ciutat de la costa d'Etrúria entre Alsium i la desembocadura del Tíber.
Titus Livi l'esmenta com a colònia marítima probablement establerta al mateix temps que Alsium l'any 245 aC. Velleius Paterculus parla de la fundació de les dues colònies però dona el nom de Fregellae en lloc de Fregenae, però l'Epitome del llibre XIX de Titus Livi, diu que Fregenae va ser fundada com a colònia al mateix temps que Brundisium i com que se sap que Brundisium va ser fundada el 244 aC segons el mateix Velleius Paterculus, cal pensar que es referia a Fregenae i no a Fregellae que havia de ser més antiga. Construïda en terreny pantanós i poc sa, no va tenir gaire importància, segons Sili Itàlic i quan es va construir Portus Augusti a la dreta del Tíber es va convertir en un llogaret. Encara la mencionen Estrabó i Plini el Vell i apareix a l'Itinerari d'Antoní però Rutilus a la seva descripció de la costa d'Etrúria ja no l'esmenta i no s'han trobar ruïnes que li puguin correspondre que haurien de ser prop de Torre di Maccarese, entre Palo i Porto, a la desembocadura del riu Arone.